# Koeficijent razvedenosti
Koeficijent razvedenosti je odnos duljine obale određenog otoka i duljine obale koju bi otok imao da je kružnog oblika, a iste površine.
Koeficijent razvedenosti može se, stoga, izračunati po formuli:

{\displaystyle Kr={\frac {Lo}{Ok}}}

gdje je:
- Lo - duljina obale otoka,
- Ok - opseg kruga koji ima površinu otoka.